# Sarve (Nordenham)
Sarve ist als Bauerschaft ein Ortsteil von Abbehausen in der Gemeinde Nordenham im Landkreis Wesermarsch.

## Verwaltung
Zu Sarve gehören Abbehauserwisch, Mitteldeich und Grünerei.

## Demographie
| Jahr | Einwohner     |
| ---- | ------------- |
| 1675 | 28 Wohnplätze |
| 1758 | 38            |
| 1779 | 38            |
| 1804 | 50            |
| 1815 | 53            |
| 1855 | 134           |
| 1950 | 264           |
| 1961 | 196           |
| 1970 | 163           |